# Perspective (artère)
 (novembre 2018).
Si vous disposez d'ouvrages ou d'articles de référence ou si vous connaissez des sites web de qualité traitant du thème abordé ici, merci de compléter l'article en donnant les références utiles à sa vérifiabilité et en les liant à la section « Notes et références ».

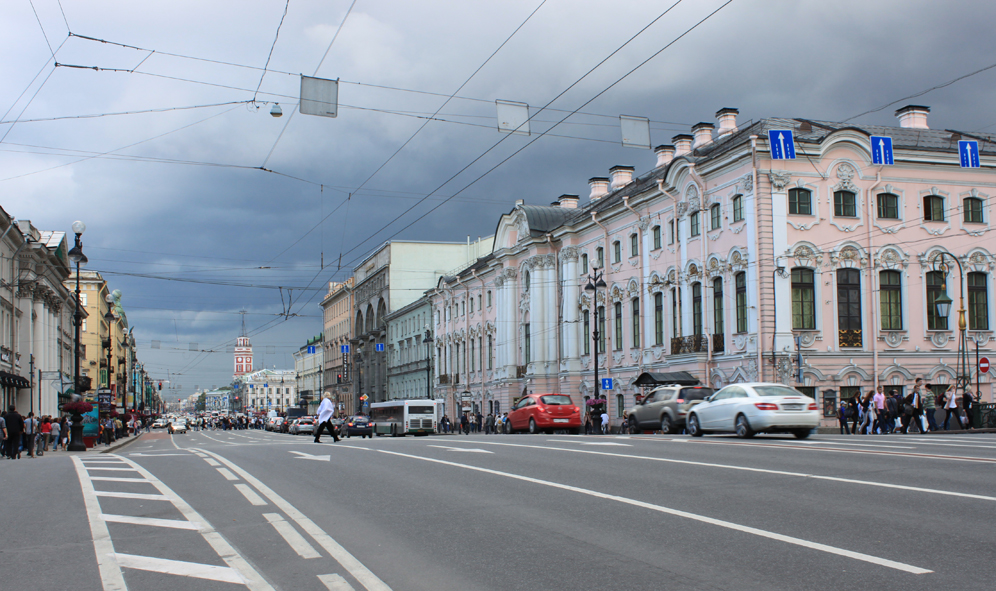
La perspective Nevski à Saint-Pétersbourg.

Une perspective[réf. nécessaire] (russe : проспект, prospekt, IPA : [prɐspʲɛkt]) est une longue et large rue rectiligne multi-voies tracée dans une zone urbaine.
Le terme est originaire de l'Empire russe. 
Fréquemment traduit par avenue, il peut aussi être interprété comme une promenade car il est courant qu'une perspective soit l'artère principale de la ville. 

## En littérature
La Perspective Nevski (en russe : Невский проспект), une nouvelle de Nicolas Gogol parue en 1835.

## Quelques perspectives
À Saint-Pétersbourg
- Perspective Nevski
- Perspective Bolchoï
- Perspective Izmaïlovski
- Perspective Liteïny
- Perspective Moskovski
- Perspective Vladimirski
- Perspective Lénine
- Perspective de l'Amirauté

À Moscou
- Perspective Koutouzov
- Perspective Lénine

Autres villes
- Perspective de la Victoire à Tcheliabinsk (Russie)
- Perspective Svobody à Lviv (Ukraine)
- Perspective de la Cathédrale à Zaporijjia (Ukraine)
- Perspective d'Heinola à Heinola (Finlande)
- Perspective de Kūrmāja à Liepāja (Lettonie)